# Fiat C.29
Il Fiat C.29 era un idrocorsa (idrovolante da competizione) monomotore ad ala bassa realizzato dall'azienda italiana Fiat Aviazione come proposta per la partecipazione alla Coppa Schneider del 1929.
Poiché la velocità massima si rivelò inferiore di circa 50 km/h rispetto a quella prevista, lo sviluppo venne abbandonato, e la squadra italiana si concentrò sul progetto del Macchi M.67, contando sul  Macchi M.52R come riserva.

## Tecnica
Progettato dall'ingegner Celestino Rosatelli, padre dei celebri caccia biplani della Fiat, dal Fiat C.R.1 al C.R.42, era un idrovolante a scarponi di costruzione mista, con fusoliera interamente metallica. La configurazione era la classica monoplana ad ala bassa controventata, tipica dei progetti destinati al Trofeo Schneider a partire da metà degli anni venti. In particolare l'ala aveva profili biconvessi. I serbatoi del carburante era mantenuti nei galleggianti realizzati in legno.
Se nell'aspetto generale non si discostava molto dagli altri idrocorsa (al contrario di altri due progetti italiani per la Coppa Schneider di quell'anno: Savoia-Marchetti S.65 e Piaggio P.C.7), particolare era l'approccio che aveva condotto al C.29: l'ingegner Rosatelli aveva puntato alla riduzione del carico per unità di potenza, per arrivare ad un velivolo con rapporto peso potenza 1:1. Il C.29, era quindi leggermente più piccolo degli altri idrocorsa, e più leggero, con soli 900 kg di peso a vuoto, circa 500 kg in meno rispetto ad un Macchi M.39 o Macchi M.52. Il motore a V era un 12 cilindri Fiat AS.5 da 1 000 CV (746 kW), per il raffreddamento prevedeva i pannelli del radiatore sulle ali.

## Impiego operativo
Il primo esemplare arrivò al Reparto Alta Velocità di Desenzano a metà del 1929. Era il primo della nuova serie degli aerei "sfidanti" ad arrivare allo speciale reparto che era stato istituito solo l'anno prima. La prima prova di flottaggio del C.29 si rivelò disastrosa: ai comandi di Mario Bernasconi il velivolo si rivelò instabile, e le crescenti oscillazioni del beccheggio fecero sì che il velivolo si inabissasse una volta superati i 100 km/h.
L'incidente fu senza conseguenza, sia per il pilota (allora Bernasconi era al comando del RAV) che per il velivolo, presto recuperato. L'incidente fu imputato alla configurazione dei galleggianti, in particolare relativamente alla posizione del gradino che non corrispondeva al baricentro dell'aereo. Per risolvere il problema vennero realizzati diversi modelli in scala dei galleggianti, che vennero provati su un motoscafo dotato di apposito supporto. Dopo una serie di prove, che venivano filmate per poter essere esaminate con calma, venne identificato la configurazione dello scarpone più adatta al velivolo, che servì alla Fiat per realizzare dei nuovi galleggianti.
I problemi in fase di decollo erano risolti, ma dai primi voli emerse che il velivolo era poco o nulla controllabile, e Francesco Agello, il pilota prescelto per la sua “taglia”, in quanto l'abitacolo dell'aereo era piuttosto angusto, si salvò per un soffio da due gravi incidenti.
Per questo motivo l'aereo venne sottoposto a nuove modifiche al timone e agli impennaggi, in particolare il timone di coda assunse la forma a pinna (deriva che si estende sopra e sotto la fusoliera) tipica degli idrocorsa Macchi. Venne provvisto anche di una cabina chiusa, soluzione raramente adottata sugli idrocorsa.
Nella configurazione definitiva l'aereo iniziò la fase di messa a punto del motore e del passo dell'elica, ma la velocità di punta si rivelò deludente, in quanto raggiungeva a malapena i 560 km/h, circa 50 km/h inferiore a quella prevista.
L'A.S.5, motore dell'idrocorsa Fiat, servì come base per la creazione del A.S.6, il motore da 24 cilindri a V (sostanzialmente due A.S.5 affiancati), che equipaggiava il Macchi-Castoldi M.C.72, detentore del record di velocità per questo tipo di velivoli.

## Esemplari attualmente esistenti
Il secondo esemplare di C.29, più antico velivolo Fiat oggi esistente, è tuttora conservato al Museo storico dell'Aeronautica Militare, presso Anguillara Sabazia nei dintorni di Roma. Al suo fianco vi sono i Macchi M.39, M.67 e M.C.72, in quella che è la più grande collezione di idrocorsa.
Il C.29 matricola 129 si inabissò nel Lago di Garda il 16 luglio 1929 durante la fase di ammaraggio. Il pilota, Francesco Agello, fu recuperato indenne. Il relitto del velivolo è stato ritrovato il 21 febbraio 2016 nella zona del golfo di Desenzano dal Nucleo sommozzatori del Gruppo Volontari del Garda.

## Galleria d'immagini

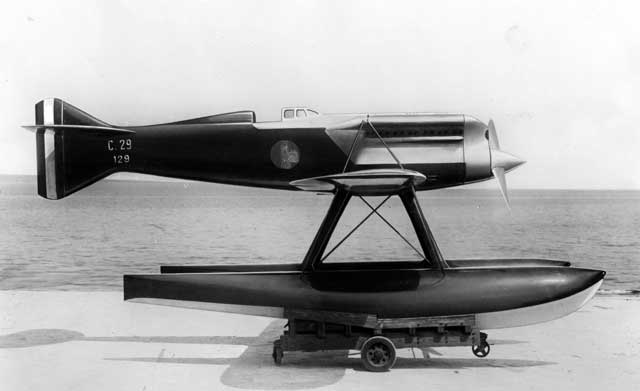
Il C.29 N.129 che attualmente si trova sul fondo del Lago di Garda
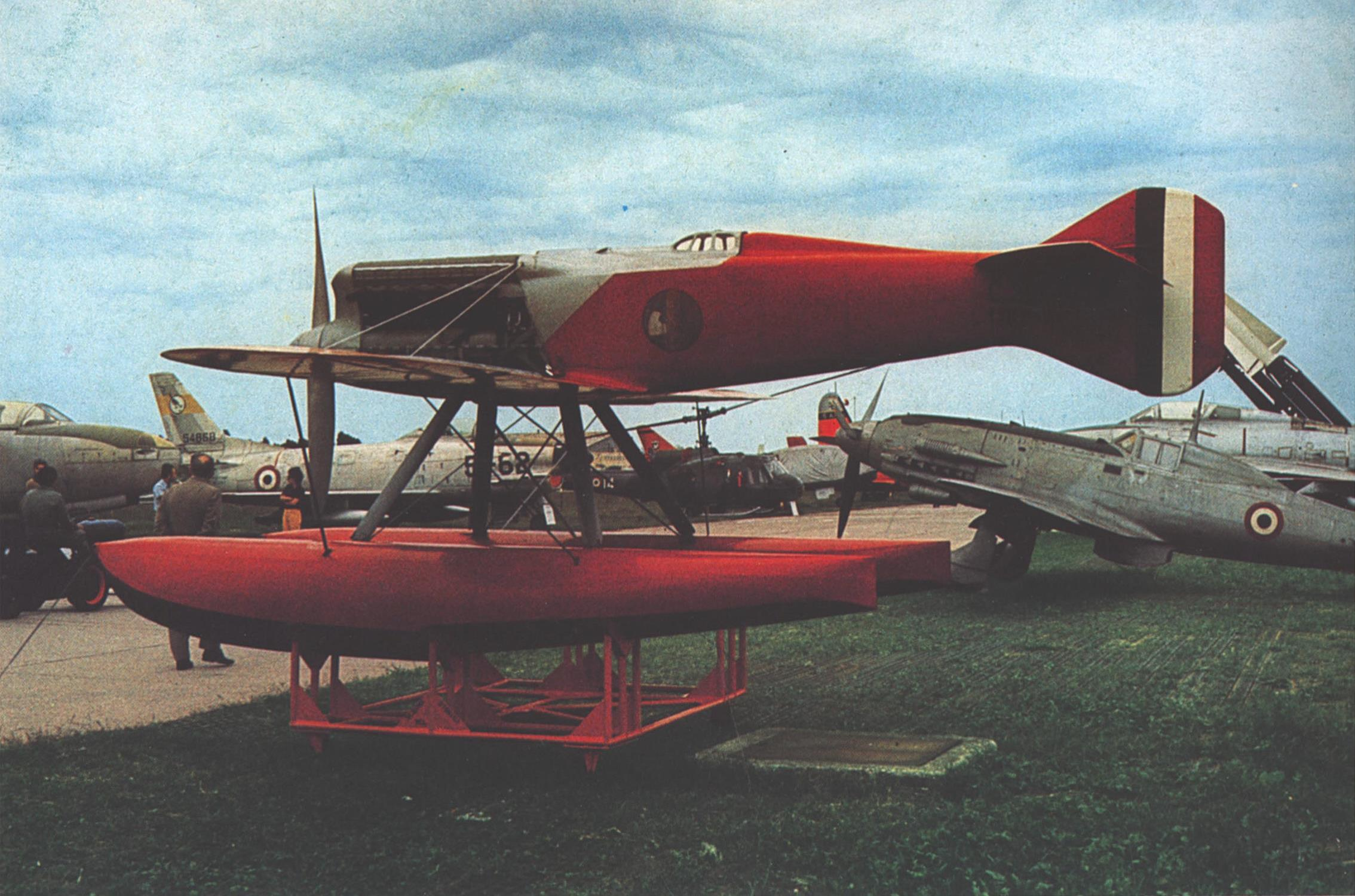
A Pratica di Mare nel 1953
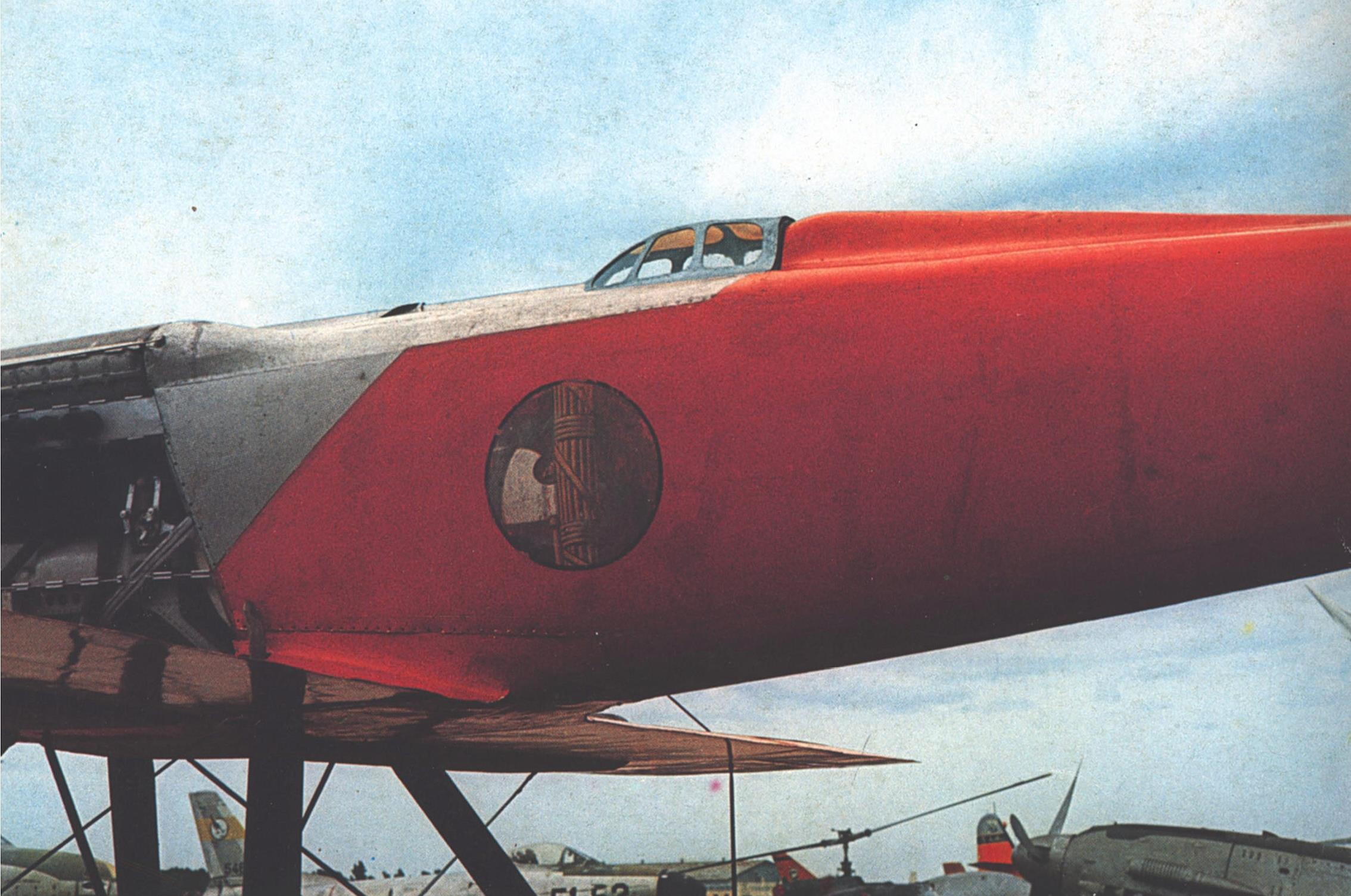
A Pratica di Mare nel 1953 particolare
Il C.29 a Vigna di Valle
Il C.29 N.130bis a Vigna di Valle
Il C.29 N.130bis a Vigna di Valle